# Богдановка (Крым)
Богда́новка (укр. Богданівка, крымскотат. Bogdanovka, Богдановка) — упразднённое село в Мирновском сельском поселении Симферопольского района Республики Крым (согласно административно-территориальному делению Украины — Мирновский сельский совет Автономной Республики Крым). В 1960-е годы было объединено с селом Мирное и утратило статус отдельного населённого пункта, однако в реальности остаётся отдельным населённым пунктом на административной территории поселения. Название Богдановка сохраняется и на дорожных указателях при въезде в село.
Располагается на северо-западной окраине Симферополя (фактически примыкает к городу), на 1 километре шоссе 35К-001 Красноперекопск — Симферополь (по украинской классификации Автодорога Н-05). На 2009 год, по данным сельсовета, население составляло 3,1 тыс. человек. На территории Богдановки находятся Мирновская школа № 2, детский сад «Солнышко», Мирновский сельский дом культуры, отделение Почты России.

## История
Село возникло на месте опустевшего старинного поселения Сарчи-Кият — части (кесек) своеобразной агломерации Кыят, существовавшей в долине Салгира, на торговом пути из Ак-Мечети и с Южного берега Крыма на Перекоп и Гезлёв. В Камеральном Описании Крыма… 1784 года записаны 4 части селения Кыят: Кыят Сарай Кесек, Кыят Пазарджик Кесек, Кыят Бакаджик Кесек и Кыят Онджи Кесек и точно установить, какой из них был впоследствии записан, как Сарчи-Кият, пока не представляется возможным. После присоединения Крыма к России (8) 19 апреля 1783 года, (8) 19 февраля 1784 года, именным указом Екатерины II сенату, на территории бывшего Крымского Ханства была образована Таврическая область и деревня была приписана к Симферопольскому уезду. После Павловских реформ, с 1796 по 1802 год, входила в Акмечетский уезд Новороссийской губернии. По новому административному делению, после создания 8 (20) октября 1802 года Таврической губернии, Сарчи-Кият был включён в состав Кадыкойской волости Симферопольского уезда.
По Ведомости о всех селениях в Симферопольском уезде состоящих с показанием в которой волости сколько числом дворов и душ… от 9 октября 1805 года в деревне Сарчи-Кият числилось 46 дворов и 248 жителей, исключительно крымских татар. На военно-топографической карте генерал-майора Мухина 1817 года Кият сырче обозначен без указания числа дворов. После реформы волостного деления 1829 года Сарчи-Кият, согласно «Ведомости о казённых волостях Таврической губернии 1829 г» отнесли к Сарабузской волости. На карте 1836 года в деревне 30 дворов, как и на карте 1842 года.
В 1860-х годах, после земской реформы Александра II, деревня осталась в составе Сарабузской волости. Согласно «Списку населённых мест Таврической губернии по сведениям 1864 года», составленному по результатам VIII ревизии 1864 года, Сарчи-Кият — казённая татарская деревня с 3 дворами, 9 жителями и мечетью при реке Большомъ Салгирѣ — видимо, опустела в связи с эмиграцией татар в Турцию, особенно массовой после Крымской войны 1853—1856 годов. А уже на карте 1865 года на месте Сарчи-Кията — Новобогдановка с 12 дворами (как и на карте с корректурой 1876 года. Но «Памятной книге Таврической губернии 1889 года» по результатам Х ревизии 1887 года записан ещё Сарчи-Кият, с 16 дворами и 96 жителями.
После земской реформы 1890-х годов деревню передали в состав новой Подгородне-Петровской волости. По «…Памятной книжке Таврической губернии на 1892 год» в деревне Сарчи-Кият, входившей Сарабузское сельское общество, числилось 26 жителей в 4 домохозяйствах. По «…Памятной книжке Таврической губернии на 1902 год» в деревне Сарчи-Кият, входившей в Сарабузское сельское общество, числилось 32 жителя в 4 домохозяйствах и там же записана Богдановка, того же сельского общества, со 103 жителями в 24 домохозяйствах. На 1914 год в селении действовали 2 земские школы. По Статистическому справочнику Таврической губернии. Ч.II-я. Статистический очерк, выпуск шестой Симферопольский уезд, 1915 год, в деревне Сарчи-Кият Подгородне-Петровской волости Симферопольского уезда, числилось 8 дворов с русским населением в количестве 57 человек приписных жителей и 12 — «посторонних», из которых 37 мужчин и 32 женщины. Жители владели 5 десятинами удобной земли. В хозяйствах имелось 14 лошадей и 7 коров. Согласно списку 1915 года «…русских подданных из австрийских, венгерских или германских выходцев» землевладельцев, опубликованном в газете «Таврические губернские ведомости» в апреле 1915 года, при деревне Богдановка значатся 9 поселян, владевших участками земли под усадьбы: жена поселянина Вейс Екатерина Ивановна, имевшая 380 квадратных саженей земли; Гафнер Иосиф Иванович — 168 кв. саж., Дайс Иоган Иогановичс — 150 кв. саж., Динцер Александр Фридрихович — 574 кв. саж., Муршель Генрих Эммануилович — 742 кв. саж., Пфейфер Иосиф Иосифович — 378 кв. саж., Рикер Генрих Генрихович — 150 кв. саж., Фрейман Давид Васильевич — 200 кв. саж. и Энзель Федор Федорович — 200 кв. саж. Вильмс Петр Мартынович, владел 3 десятинами 2296 кв. саженями пахотной земли. При деревне Сарчи-Кият усадебной землёй владели Вейтман Фридрих Михайлович — 468 кв. саж. и братья Замека: Степан Францович — 319 кв. саж. и Франц Францович — 554 кв. саж..
После установления в Крыму Советской власти, по постановлению Крымревкома от 8 января 1921 года была упразднена волостная система и село включили в состав вновь созданного Подгородне-Петровского района Симферопольского уезда, а в 1922 году уезды получили название округов. 11 октября 1923 года, согласно постановлению ВЦИК, в административное деление Крымской АССР были внесены изменения, в результате которых был ликвидирован Подгородне-Петровский район и образован Симферопольский и село включили в его состав. Согласно Списку населённых пунктов Крымской АССР по Всесоюзной переписи 17 декабря 1926 года, в состав упразднённого к 1940 году Бахчи-Элинского сельсовета Симферопольского района входили село Сарчи-Кият, в котором числилось 53 двора, из них 51 крестьянский, население составляло 203 человека, из них 94 русских, 82 украинца, 17 чехов, 9 немцев, 1 армянин, действовала русская школа и хутор Богдановка — 11 дворов, из (6 крестьянских), население — 49 человек, (33 украинца, 9 русских, 6 белорусов, 1 татарин).
В 1944 году, после освобождения Крыма от фашистов, 12 августа 1944 года было принято постановление № ГОКО-6372с «О переселении колхозников в районы Крыма» и в сентябре 1944 года в район приехали первые новоселы (214 семей) из Винницкой области, а в начале 1950-х годов последовала вторая волна переселенцев из различных областей Украины. С 25 июня 1946 года Богдановка в составе Крымской области РСФСР, а 26 апреля 1954 года Крымская область была передана из состава РСФСР в состав УССР. Время включения в состав Мирновского сельсовета пока не установлено: на 15 июня 1960 года село уже числилось в его составе. В 1960-е годы была центральной усадьбой совхоза «Пригородный». К 1968 году Богдановка была присоединена к пгт Мирное (согласно справочнику «Крымская область. Административно-территориальное деление на 1 января 1968 года» — в период с 1954 по 1968 год).

### Динамика численности населения
| - 1805 год — 248 чел. - 1864 год — 9 чел. - 1889 год — 96 чел. - 1892 год — 26 чел. | - 1900 год — 135 чел. - 1915 год — 57/12 чел. - 1926 год — 214 чел. |